# 발렌시아어
발렌시아어(Valencià)는 발렌시아 지방에서 사용되는 카탈루냐어를 의미한다. 발렌시아어는 또한 발렌시아 지방 중부와 남부에서 사용되는 방언의 이름이기도 하다.

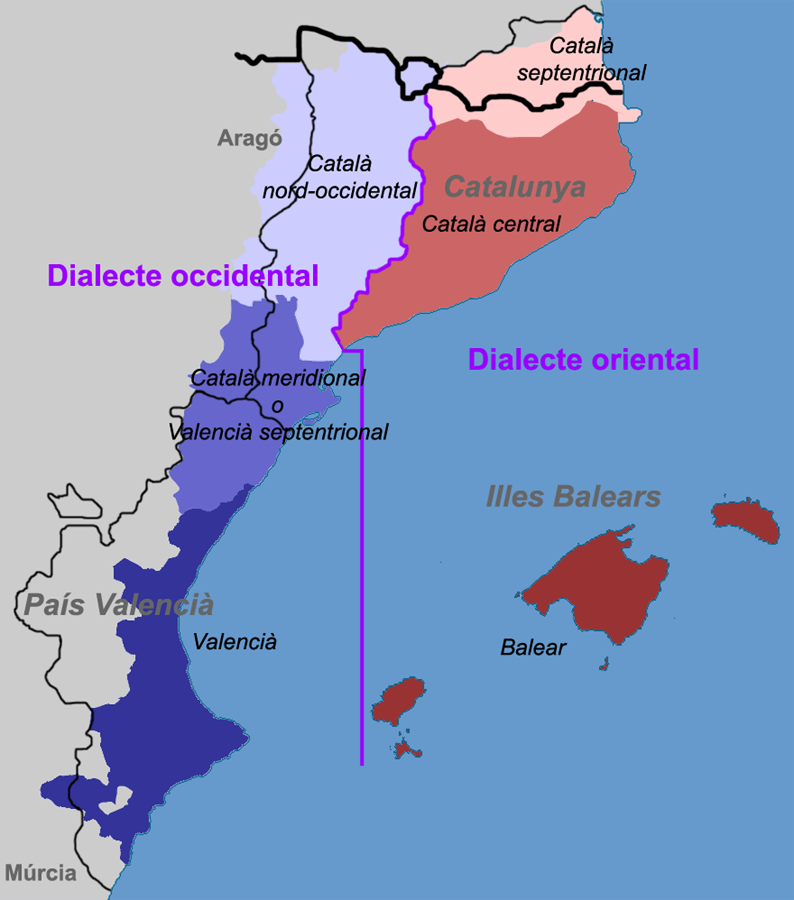
발렌시아어·카탈루냐어의 방언 지도. 짙은 파랑이 좁은 의미의 발렌시아어 사용 지역이다.

## 같이 보기
- 다중심언어

1. ↑  Hammarström, Harald; Forkel, Robert; Haspelmath, Martin; Bank, Sebastian, 편집. (2023). 〈{{{영어이름}}}〉. 《Glottolog 4.8》. Jena, Germany: Max Planck Institute for the Science of Human History.